# Волошина Марія Яківна
Марія Яківна Волошина (нар. 1908, село Сміле, тепер Роменського району Сумської області — ?) — українська радянська діячка, вчителька, завідувачка Дяківської початкової (неповної середньої) школи Берездівського району Кам'янець-Подільської (Хмельницької) області. Депутат Верховної Ради СРСР 3—4-го скликань.

## Життєпис
Народилася в селянській родині. У 1924 році закінчила Роменську сільськогосподарську школу на Сумщині.
З 1924 по 1927 рік працюваола в радгоспі.
У 1927—1929 роках — студентка Шепетівського педагогічного технікуму.
З 1929 року — вчителька Дяківської початкової школи Берездівського району Поділля. Брала активну участь в організації колгоспу «Шлях до комунізму» села Дяків.
Під час німецько-радянської війни перебувала в евакуації, працювала вчителькою школи села Акатьєво Коломенського району Московської області. У 1944 році повернулася до Кам'янець-Подільської області.
З 1944 року — вчителька, завідувачка Дяківської початкової школи Берездівського району Кам'янець-Подільської області.
Член КПРС з 1952 року.
На 1954 рік — вчителька Дяківської семирічної (неповної середньої) школи Берездівського району Хмельницької області.

## Нагороди
- орден «Знак Пошани»
- ордени
- медалі